# Heather Menzies

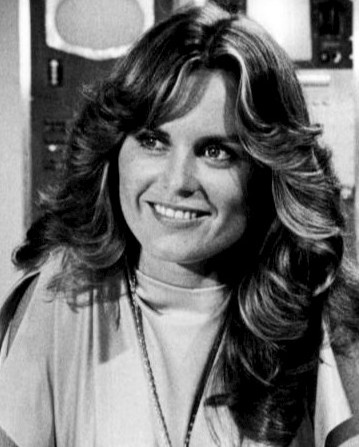
Heather Menzies, Logan’s Run, 1977

Heather Menzies (* 3. Dezember 1949 in Toronto, Ontario; † 24. Dezember 2017 in Frankford, Ontario), nach ihrer Hochzeit Heather Menzies-Urich, war eine kanadische Schauspielerin.

## Leben
Menzies zog im Alter von elf Jahren mit ihrer Familie von Kanada zunächst nach Florida und später nach Kalifornien, wo sie in Hollywood die High School besuchte. Ihr Filmdebüt hatte sie bereits mit 15 Jahren im Musical Meine Lieder – meine Träume an der Seite von Julie Andrews und Christopher Plummer. Im darauf folgenden Jahr spielte sie eine Nebenrolle in George Roy Hills Drama Hawaii, in dem Julie Andrews erneut die Hauptrolle hatte. Mit 16 Jahren hatte Menzies ihr Debüt am Broadway neben Shirley Knight in der Originalproduktion von We Have Always Lived in the Castle. Diese wurde jedoch im Oktober 1966 nur neun Mal aufgeführt und blieb ihre einzige Broadwayproduktion. Weitere kleinere Filmrollen hatte sie unter anderem in Hail, Hero! und Superhirn in Tennisschuhen. 1973 spielte sie die weibliche Hauptrolle im Horrorfilm Sssnake Kobra; eine weitere Hauptrolle hatte sie in Joe Dantes Horrorfilm Piranhas von 1978.
Menzies spielte in den 1970er-Jahren vermehrt Fernsehrollen und trat in Gastauftritten unter anderem in Bonanza, Die knallharten Fünf und Der Sechs-Millionen-Dollar-Mann auf. Zwischen 1977 und 1978 spielte sie die Rolle der Jessica 6 in der auf dem Science-Fiction-Film Flucht ins 23. Jahrhundert basierenden Serie Logan’s Run, die jedoch bereits nach 14 Folgen eingestellt wurde. In der Augustausgabe des Playboy 1973 wurden Nacktaufnahmen von ihr veröffentlicht. In den 1980er-Jahren ließen die Rollenangebote für Menzies nach, ihre letzte Rolle spielte sie 1990 in der Fernsehserie Mann der Träume.
Menzies heiratete 1975 in zweiter Ehe den Schauspieler Robert Urich, mit dem sie bis zu dessen Tod 2002 verheiratet war. Während dieser Ehe adoptierte das Paar drei Kinder. Sie starb im Dezember 2017 mit 68 Jahren an einem Hirntumor, der erst kurz zuvor diagnostiziert worden war.

## Filmografie (Auswahl)
Film
- 1965: Meine Lieder – meine Träume (The Sound of Music)
- 1966: Hawaii
- 1969: Hail, Hero!
- 1969: Superhirn in Tennisschuhen (The Computer Wore Tennis Shoes)
- 1973: Sssnake Kobra (Sssssss)
- 1978: Piranhas (Piranha)

Fernsehen
- 1967: Polizeibericht (Dragnet 1967)
- 1969: High Chaparral (The High Chaparral)
- 1970: Bonanza
- 1971: Alias Smith und Jones (Alias Smith and Jones)
- 1975: Die knallharten Fünf (S.W.A.T.)
- 1976: Barnaby Jones
- 1977: Der Sechs-Millionen-Dollar-Mann (The Six Million Dollar Man)
- 1977–1978: Logan’s Run
- 1978: Love Boat (The Love Boat)
- 1979: Vegas
- 1979: Captain America
- 1984: T.J. Hooker
- 1987: Spenser (Spenser: For Hire)

## Broadway
- 1966: We Have Always Lived in the Castle